# 店门镇
店门镇，是中华人民共和国湖南省衡陽市衡山县下辖的一个乡镇级行政单位。

## 行政区划
店门镇下辖以下地区：
伯务社区、白泥村、店门村、梅桥村、托塘村、左家坪村、窗子坳村、柏树村、石门村、双峰村、能仁村、水桐村、湃水村、祝融村、繁荣村、新田村、胜利村、前进村、茶园村、印山村、源天村和天鹅村。